# Alingsås högre allmänna läroverk
Alingsås högre allmänna läroverk var ett läroverk i Alingsås verksamt från 1856 till 1968.

## Historia
En skola i Alingsås kunde börja sin verksamhet 1789 tack vare att Sven Lendahl, som var fabrikör i staden, testamenterade en del av sitt arv till skolans grundande och tillsättandet av den förste läraren. Skolan kallades ursprungligen Alingsås stadsskola, senare Alinsgås trivialskola, med tvåklassig pedagogi 1789–1821, treklassig pedagogi från 1821, då med namnet Alingsås lägre lärdomsskola.
Alingsås trivialskola ombildades till Alingsås lägre eller treklassiga elementarläroverk 1856 och femklassigt läroverk 1892. Statlig sexklassig samskola från 1905 blev statlig samrealskola med 4- resp. 5-årig realskola från 1928.
Skolbyggnaden ritades av Adrian Pettersson efter en skiss av arkitekt Fritz Eckert. Den började byggas år 1900. Skolan stod färdig 1901. Den utökades sedan 1906 genom en tillbyggnad mot söder.
År 1949 tillkom ett kommunalt gymnasium och 1956 blev skolan Alingsås högre allmänna läroverk. Skolan kommunaliserades 1966 och upphörde som läroverk 1968. Byggnaden används därefter som en högstadieskola med namnet Gustav Adolfsskolan. Studentexamen gavs från 1952 till 1968 och realexamen från 1909 till 1968.